# Eleccions legislatives neerlandeses de 1982
Les eleccions legislatives neerlandeses de 1982 se celebraren el 21 de maig de 1982, per a renovar els 150 membres de la Tweede Kamer. El partit més votat fou el Partit del Treball (PvdA), però fou la Crida Demòcrata Cristiana (CDA) de Dies van Agt, qui formà un govern de coalició amb VVD. Poc després, però, va dimitir com a primer ministre i cap del partit i fou substituït per Ruud Lubbers

## Resultats
| ← Eleccions legislatives neerlandeses, 1982 → |                                                       |                    |           |      |        |
| Partit                                        | Partit                                                | Líder              | Vots      | %    | Escons |
|                                               | Partit del Treball (PvdA)                             | Joop den Uyl       | 2.503.517 | 30,4 | 47     |
|                                               | Crida Demòcrata Cristiana (CDA)                       | Dries van Agt      | 2.420.441 | 29,3 | 45     |
|                                               | Partit Popular per la Llibertat i la Democràcia (VVD) | Ed Nijpels         | 1.900.763 | 23,1 | 36     |
|                                               | Demòcrates 66 (D66)                                   | Jan Terlouw        | 351.278   | 4,3  | 6      |
|                                               | Partit Socialista Pacifista (PSP)                     | Fred van der Speck | 187.547   | 2,3  | 3      |
|                                               | Partit Polític Reformat (SGP)                         | Henk van Rossum    | 156.636   | 1,9  | 3      |
|                                               | Partit Comunista dels Països Baixos (CPN)             | Ina Brouwer        | 147.753   | 1,8  | 3      |
|                                               | Partit Polític dels Radicals (PPR)                    | Ria Beckers        | 136.446   | 1,6  | 2      |
|                                               | Federació Política Reformada (RPF)                    | Meindert Leerling  | 124.235   | 1,5  | 2      |
|                                               | Unió Política Reformada (GPV)                         | Gert Schutte       | 67.163    | 0,8  | 1      |
|                                               | Centrumpartij (CP)                                    | Hans Janmaat       | 68.423    | 0,8  | 1      |
|                                               | Partit Popular Evangèlic (EVP)                        | Cathy Ubels        | 56.466    | 0,7  | 1      |
| Total                                         | Total                                                 |                    | 8.273.631 | 81,0 | 150    |